# Meng (Familienname)
Meng ist ein deutscher und chinesischer Familienname.

## Namensträger
- Alexander Meng (* 1945), österreichischer Mediziner
- Meng Ao, chinesischer Würdenträger und Feldherr
- Arno Meng (1902–1994), deutscher Architekt
- Brigitte Meng (1932–1998), Schweizer Schriftstellerin und Lyrikerin
- Erich Meng (1912–1940), deutscher Fußballspieler
- Fan Bo Meng (* 2000), deutscher Tischtennisspieler
- Meng Fanqi (* 1998), chinesische Biathletin
- Meng Fulin (1933–2021), chinesischer Politiker
- Grace Meng (* 1975), US-amerikanische Politikerin
- Meng Guanliang (* 1977), chinesischer Kanute
- Hans Meng (1884–1976), Schweizer Politiker
- Meng Haoran (689/91–740), chinesischer Dichter
- Heini Meng (1902–nach 1932), Schweizer Eishockeyspieler
- Heinrich Meng (1887–1972), deutsch-schweizerischer Psychologe
- Heng How Meng (* 1998), singapurischer Fußballspieler
- Meng Hongwei (* 1953), chinesischer Politiker, Polizeibeamter, stellvertretender Minister und Präsident von Interpol
- Jannis Meng (* 1988), deutscher Schauspieler
- Jessey Meng (* 1967), taiwanische Schauspielerin und Model
- Meng Jianzhu (* 1947), chinesischer Politiker
- Jie Meng (Physiker), chinesischer Physiker
- Jie Meng (Badminton) (* 1981), peruanische Badmintonspielerin
- Jin Meng, chinesisch-amerikanischer Paläontologe
- Joseph Meng Ziwen (1903–2007), chinesischer Geistlicher, Erzbischof von Nanning
- Karl Meng (1938–2010), deutscher Fußballspieler
- Meng Lili (* 1979), chinesische Ringerin
- Liqiu Meng (* 1963), chinesisch-deutsche Kartographin
- Matthias Meng (* 1982), deutscher Rettungsschwimmer
- Meng Qiang Hua (* 1966), chinesischer Tennisspieler
- Meng Qianqian (* 1991), chinesische Kugelstoßerin
- Meng Qingyuan (* 1984), chinesischer Eishockeyspieler
- Meng Ran (* 1992), chinesische Tennisspielerin
- Richard Meng (Fußballspieler) (1915–1965), deutscher Fußballspieler
- Richard Meng (* 1954), deutscher Journalist und Senatssprecher (Berlin)
- Simplice Meng (* 1972), kamerunischer Tennisspieler
- Sören Meng (* 1974), deutscher Politiker (SPD)
- Meng Suping (* 1989), chinesische Gewichtheberin
- Meng Tian († 210 v. Chr.), chinesischer General während der Herrschaft der Qin-Dynastie
- Walter Meng (1926–2016), deutscher evangelischer Diakon und Autor
- Meng Wanzhou (* 1972), chinesische Unternehmerin
- Werner Meng (1948–2016), deutscher Rechtswissenschaftler
- Wolfgang Meng (1920–2003), deutscher Kunstmaler und Graphiker
- Meng Wu, chinesischer Offizier
- Meng Yan (* 1980), chinesischer Hürdenläufer
- Meng Yi († 210 v. Chr.), chinesischer Amtsträger während der Herrschaft der Qin-Dynastie
- Meng Zhao Juan (* 1989), Radrennfahrerin aus Hongkong